# Money and Cigarettes
Money and Cigarettes ist das achte Studioalbum des britischen Gitarristen Eric Clapton. Es wurde 1983 veröffentlicht. Auf dem Cover ist er mit einer Zigarette und einer schmelzenden Fender Stratocaster zu sehen. Den Namen für dieses Album wählte Clapton, weil ihm nach seinem ersten Alkoholentzug nichts außer Geld und Zigaretten blieb.

## Hintergrund
Nach einer Nordamerika-Tournee gingen Clapton und seine damalige Band, bestehend aus Henry Spinetti, Gary Brooker, Chris Stainton und Dave Markee in die Compass Point Studios auf den Bahamas, um Stücke für ein neues Album aufzunehmen. Für Clapton hatten die Songs „Pub-Atmosphäre“ und waren eine Fortsetzung dessen, woran er mit Ronnie Lane gearbeitet hatte. Produzent Tom Dowd war mit den Musikern allerdings nicht zufrieden und riet Clapton, jeden außer Albert Lee auszutauschen. In der Folge wurde die Band entlassen, und es stießen Donald Dunn, Roger Hawkins und Ry Cooder dazu. Clapton erlitt während der Aufnahmen einen Zusammenbruch.

## Titelliste
1. Everybody Oughta Make a Change (Sleepy John Estes) – 3:16
2. The Shape You’re In (Clapton) – 4:08
3. Ain’t Going Down (Clapton) – 4:01
4. I’ve Got a Rock ’n’ Roll Heart (Steve Diamond, Troy Seals, Eddie Setser) – 3:13
5. Man Overboard (Clapton) – 3:45
6. Pretty Girl (Clapton) – 5:29
7. Man In Love (Clapton) – 2:46
8. Crosscut Saw (R.G. Ford) – 3:30
9. Slow Down Linda (Clapton) – 4:14
10. Crazy Country Hop (Johnny Otis) – 2:46

## Rezeption und Charterfolge
Die Musikwebsite Allmusic vergab drei von fünf möglichen Sternen für das Album. Kritiker William Ruhlmann bezeichnete das Werk als „wichtiger Wendepunkt in Claptons musikalischer Karriere“. Das Album erreichte Platz 16 in den amerikanischen Albumcharts und blieb dort 19 Wochen lang. Im Vereinigten Königreich und Deutschland positionierte sich das Album auf den Rängen 13 und 22. Die Singleauskopplung I’ve Got a Rock ’n’ Roll Heart belegte Platz 18 der Billboard Hot 100 und sowohl Platz sechs der Adult-Contemporary-Charts als auch Platz 24 der Mainstream-Rock-Charts. The Shape You’re In platzierte sich auf Position 75 der britischen Singlecharts. Der Song Ain’t Going Down erreichte Platz 32 der Mainstream-Rock-Charts.

## Verkaufszahlen
| Land/Region  | Auszeichnungen für Musikverkäufe (Land/Region, Auszeichnung, Verkäufe) | Verkäufe |
| ------------ | ---------------------------------------------------------------------- | -------- |
| Japan (RIAJ) | —                                                                      | 47.000   |
| Insgesamt    | —                                                                      | 47.000   |

Hauptartikel: Eric Clapton/Auszeichnungen für Musikverkäufe